# منظمة القلب المكشوف
مؤسسة القلب المكشوف هي جمعية خيرية هدفها التأكد من ان كل طفل في روسيا لديه عائلة محبة ومكان امن ومشجع للعب. وتعمل ذلك من خلال خلق مرافق امنة وملهمة للعب في المناطق الفقيرة، دعم العائلات الحاضنة والعائلات التي تربي الأطفال ذوي الإعاقة، تمويل المنظمات غير الحكومية التي تعمل مع مثل هذه العائلات، ومنع التخلي عن الأطفال في روسيا وتغيير السلوكيات اتجاه الإعاقة.

## التأسيس
تأسست المنظمة في عام 2004 من خلال عارضة الازياء والممثلة ناتاليا فاديانوفا كرد على الصدمة التي شهدتها بين الأطفال الذين نجو من حصار مدرسة بسلان عام 2004، وبشكل عام، كانت المؤسسة عبارة عن تصورها لإهمية اللعب للأطفال.

## فلسفة
حجة المنظمة الاساسية هي ان أللعب يجب ان ينظر له كشيء ضروري، بدلا من الرفاهية، وكان هناك اهتمام غير كافي في روسيا للتأكد من ان الأطفال لديهم بيئات أمنة للعب فيها. يعرف الموقع الإلكتروني للمنظمة الطبيب النفسي lev vygotsky بأنه يقدم بعض التحفيز لأعمال المنظمة، وتقتبس عنه قوله،" اعظم انجازات الطفل هي التمكن من اللعب، الانجازات التي سوف تصبح في الغد المرحلة الاساسية للفعل الحقيقي، والاخلاق. وهي جوهر اللعب في ان علاقة جديدة قد انشئت بين المواقف في الافكار والمواقف الحقيقة.

## منتزهات اللعب والملاعب
أسست المنظمة أول منتزه للعب في عام 2004 في نيجني نوفغورود كجزء من برنامج «اللعب مع هدف». وتم بناء منذ ذلك 158 منتزه للعب وملاعب (الاختلاف بين منتزهات اللعب والملعب هو ان الملعب اصغر في الحجم). قدم المهندس المعماري والفنان ادم كالكين التصميم للمراكز الترفيهية المنتزهات، والتي تم انشاؤها باستخدام حاويات الشحن.

## يستحق كل طفل عائلة
ثم اطلقت منظمة القلب المكشوف في عام 2011 برنامج جديد - «يستحق كل طفل عائلة». وتركز على دعم العائلات التي تربي أطفال من ذوي الاحتياجات الخاصة. وتقدم منظمة القلب المكشوف مساعدة مالية وادارية للعاملين المحترفين في المنظمات غير الحكومية التي تساعد عائلات الأطفال الذين لديهم احتياجات خاصة. افتتحت المنظمة أول مركزها الدعم عائلي في عام 2011 في نيجني نوفغورود، حيث تمنح العائلات التي تربي الأطفال ذوي الاحتياجات الخاصة دعم مجاني من اساتذة محترفين وعلماء نفس ومعالجيين نفسيين.

## كرة الحب
كان هنالك العديدمن المناسبات لجمع الاموال للمؤسسة، والأكثر ملاحظة كان «كرة الحب»، يعقد هذا الحدث مرتين سنويا وهو المصدر الاساسي لتمويل برامج الجمعية.وهدفه تقديم المساعدة والدعم للاطفال المتضررين وعائلاتهم في جميع انحاء روسيا.

### كرة الحب 2008
تم تنظيم حدث كرة الحب 2008 في موسكو لمدة ثلاث أيام وإنتهى في مساء يوم عيد الحب. وهذا الحدث يمكن ان يكون أكبر حدث خيري في تاريخ روسيا.وعقد في موسكو التاريخية. وحضره أكثر من 400 ضيفاً، وكان هنالك مزاد علني خيري الذي تضمن قطع فريدة، وحقق هذا الحدث 5 ملايين ل برامج منظمة القلب المكشوف.

### كرة الحب 2010
عقدت كرة الحب 2010 في لندن وكانت مدعومة من دي بيرز. تمحور الحدث عن المزاد العلني الخيري، وحضره مختلف الناس من عالم الموضة، الفن. وحقق الحدث 1.2 مليون لمنظمة القلب المكشوف، التي تمكنت من خلاله بناء 14 متنزه لعب جديدة ملاعب حول روسيا.

### كرة الحب 2011
كان كرة الحب 2011 حدث صيفي عقد في اراضي Valentino Garavani's، وموضوع الحفلة كان «حكاية خرافية بيضاء»، مع اغلب الضيوف مرتديين ملابس باللون الابيض أو السكني للبقاء في موضوع الحكاية الخرافية البيضاء. وكانت آن هاثاواي  المقدمة لهذا الحدث. وصمم مصمموا ازياء عالميين مشهورين مجموعة فريدة من الفساتين التي بيعت كقطع خلال المزاد العلني الخيري، وكان من بين المصممين: Agent Provocateur، الكسندر فاغنر.

### كرة الحب 2013
عقدت كرة الحب 2013 في مونت كارلو في 27 يوليو تحت رعاية الأمير ألبير الثاني ورئيس الحكومة، واميرة موناكو واميرة هانوفر. وحققت منظمة القلب المكشوف 3.2 مليون خلال المزاد الخيري.

### كرة الحب العربية 2019
عقدت كرة الحب 2019 تحت رعاية صاحبة السعادة المياسة بنت حمد بن خليفة الثاني وناتاليا فوديانوفا في الدوحة كجزء من التبادل الثقافي بين روسيا وقطر الحفل الخيري تمكن من تحقيق 7.4 مليون لمنظمة القلب المكشوف ومنظمة الشفا لله.